# NGC 614
NGC 614 est une galaxie lenticulaire située dans la constellation du Triangle. NGC 614 a été découverte par l'astronome germano-britannique William Herschel en 1784. Cette même galaxie a été observée par John Herschel les 11 et 16 novembre 1827 et a été ajoutée au New General Catalogue sous les désignations NGC 618 et NGC 627.

## Caractéristiques
Sa vitesse par rapport au fond diffus cosmologique est de 4 888 ± 43 km/s, ce qui correspond à une distance de Hubble de 72,1 ± 5,1 Mpc (∼235 millions d'al). 

## Groupe de NGC 507
NGC 614 fait partie du groupe de NGC 507. Ce vaste groupe comprend au moins 42 galaxies dont 21 figurent au catalogue NGC et 5 au catalogue IC. Quatre membres de ce groupe sont aussi des galaxies de Markarian. La plus brillante de ces galaxies est NGC 507 et la plus grosse NGC 536.